# Qualifications pour la Coupe du monde de rugby à XIII 2008
Les qualifications pour la Coupe du monde de rugby à XIII 2008 ont déterminé les nations qualifiées à ce tournoi.
Le monde du rugby à XIII est divisé en trois zones : Pacifique, Europe et Atlantique. La zone Pacifique compte six qualifiés, la zone Europe quatre qualifiés et la zone Atlantique aucun.
Zone Pacifique
Six nations se sont qualifiées pour la Coupe du monde. Trois le sont automatiquement (Australie, Nouvelle-Zélande et Papouasie-Nouvelle-Guinée), deux se sont qualifiées en raison de leur participation à la finale de la zone Pacifique (les Tonga et les Fidji) et enfin les Samoa, troisièmes de la zone Pacifique, ont remporté le match des repêchages.
- Australie (automatiquement qualifiée et hôte).
- Nouvelle-Zélande (automatiquement qualifiée).
- Papouasie-Nouvelle-Guinée (automatiquement qualifiée)
- Tonga (vainqueur de la zone Pacifique).
- Fidji (finaliste de la zone Pacifique)
- Samoa (vainqueur du tour de repêchage)

Zone Europe
Quatre nations se sont qualifiées pour la Coupe du monde. Deux ont été automatiquement qualifiées (l'Angleterre et la France), et deux se sont qualifiés à l'issue de tournois qualificatifs (l'Irlande et l'Écosse).
- Angleterre (automatiquement qualifiée).
- France (automatiquement qualifiée).
- Irlande (vainqueur du Groupe 2 de la zone Europe).
- Écosse (vainqueur du Groupe 1 de la zone Europe).

Zone Atlantique
Aucune équipe n'est parvenue à se qualifier pour la Coupe du monde, les États-Unis ayant été éliminés en match de repêchage par les Samoa.

## Zone Europe

### Tour 1
| Date       | Équipe   | Score | Adversaire |
| ---------- | -------- | ----- | ---------- |
| 28/04/2006 | Pays-Bas | 14-40 | Russie     |
| 13/05/2006 | Serbie   | 10-45 | Géorgie    |
| 26/05/2006 | Géorgie  | 57-16 | Pays-Bas   |
| 04/06/2006 | Serbie   | 6-44  | Russie     |
| 17/06/2006 | Pays-Bas | 38-26 | Serbie     |
| 22/06/2006 | Russie   | 24-0* | Géorgie    |

| Équipe   | Pts | J | V | N | D | PP  | PC  | Δ   |
| -------- | --- | - | - | - | - | --- | --- | --- |
| Russie   | 6   | 3 | 3 | 0 | 0 | 108 | 20  | +88 |
| Géorgie  | 4   | 3 | 2 | 0 | 1 | 102 | 50  | +52 |
| Pays-Bas | 2   | 3 | 1 | 0 | 2 | 68  | 123 | -55 |
| Serbie   | 0   | 3 | 0 | 0 | 3 | 42  | 127 | -85 |

Légende
Pts : points de classement ;
J : matches joués ; V : victoires ; N : matches nuls ; D : défaites ;
PP : points marqués ; PC : points encaissés ; Δ : différence de points
- La Géorgie est forfait pour le match contre la Russie et disqualifiée pour le reste de la compétition.

### Tour 2

#### Groupe 1
| Date       | Équipe         | Score | Adversaire     |
| ---------- | -------------- | ----- | -------------- |
| 29/10/2006 | Pays de Galles | 14-21 | Écosse         |
| 04/11/2007 | Écosse         | 16-18 | Pays de Galles |

- L'Écosse se qualifie pour la Coupe du monde de rugby à XIII 2008 en gagnant 37 à 32 face au pays de Galles qui va en repêchage.

#### Groupe 2
| Date       | Équipe  | Score | Adversaire |
| ---------- | ------- | ----- | ---------- |
| 22/10/2006 | Russie  | 12-50 | Irlande    |
| 28/10/2006 | Liban   | 22-8  | Russie     |
| 05/11/2006 | Irlande | 18-18 | Liban      |
| 20/10/2007 | Irlande | 58-18 | Russie     |
| 27/10/2007 | Russie  | 0-48  | Liban      |
| 02/11/2007 | Liban   | 16-16 | Irlande    |

| Équipe  | Pts | J | V | N | D | PP  | PC  | Δ    |
| ------- | --- | - | - | - | - | --- | --- | ---- |
| Irlande | 6   | 4 | 2 | 2 | 0 | 142 | 64  | +78  |
| Liban   | 6   | 4 | 2 | 2 | 0 | 104 | 42  | +62  |
| Russie  | 0   | 4 | 0 | 0 | 4 | 38  | 178 | -140 |

Légende
Pts : points de classement ;
J : Matches joués ; V : victoires ; N : matches nuls ; D : défaites ;
PP : points marqués ; PC : points encaissés ; Δ : différence de points
- L'Irlande est qualifié pour la Coupe du monde de rugby à XIII 2008. Le Liban va en  repêchage.

## Zone Pacifique
| Date       | Équipe | Score | Adversaire |
| ---------- | ------ | ----- | ---------- |
| 29/09/2006 | Tonga  | 56-14 | Îles Cook  |
| 29/09/2006 | Samoa  | 30-28 | Fidji      |
| 04/10/2006 | Fidji  | 30-28 | Tonga      |
| 04/10/2006 | Samoa  | 46-6  | Îles Cook  |
| 07/10/2006 | Fidji  | 40-4  | Îles Cook  |
| 22/10/2006 | Tonga  | 18-10 | Samoa      |

| Équipe    | Pts | J | V | N | D | PP  | PC  | Δ    |
| --------- | --- | - | - | - | - | --- | --- | ---- |
| Tonga     | 4   | 3 | 2 | 0 | 1 | 102 | 54  | +48  |
| Fidji     | 4   | 3 | 2 | 0 | 1 | 98  | 62  | +36  |
| Samoa     | 4   | 3 | 2 | 0 | 1 | 86  | 52  | +34  |
| Îles Cook | 0   | 3 | 0 | 0 | 3 | 24  | 142 | -118 |

Légende
Pts : points de classement ;
J : matches joués ; V : victoires ; N : matches nuls ; D : défaites ; 
PP : points marqués ; PC : points encaissés ; Δ : différence de points
- Les Tonga et les Fidji sont qualifiés pour la Coupe du monde de rugby à XIII 2008. Les Samoa vont en repêchage.

## Zone Atlantique
| Date       | Équipe     | Score | Adversaire |
| ---------- | ---------- | ----- | ---------- |
| 28/10/2006 | États-Unis | 54-18 | Japon      |

- Les États-Unis vont en repêchage.

## Tour de repêchage

### Demi-finales
| Date       | Équipe         | Score | Adversaire |
| ---------- | -------------- | ----- | ---------- |
| 09/11/2007 | Pays de Galles | 26-50 | Liban      |
| 09/11/2007 | États-Unis     | 10-42 | Samoa      |

### Finale des repêchages
| Date       | Équipe | Score | Adversaire |
| ---------- | ------ | ----- | ---------- |
| 28/10/2006 | Liban  | 16-38 | Samoa      |

- Les Samoa sont qualifiés pour la Coupe du monde de rugby à XIII 2008.

## Récapitulation
Sont donc qualifiées pour la Coupe du monde de rugby à XIII 2008 les sélections suivantes (par ordre alphabétique) :
- Écosse  et Irlande  pour la zone Europe ;

- Tonga  pour la zone Pacifique ;

- Samoa  pour les repêchages.